# 中独合作

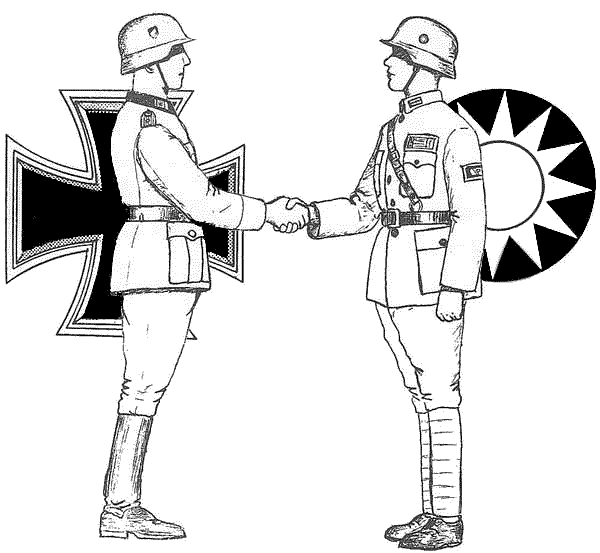
中独合作のイメージ画

中独合作（ちゅうどくがっさく、中: 中德合作、独: Chinesisch-Deutsche Kooperation、英: Sino-German cooperation）とは、1910年代から1930年代にかけて、中華民国とドイツ国（ドイツ帝国→ヴァイマル共和政→ナチス・ドイツ）との間で交わされた一連の軍事的・経済的協力関係を指す。独中合作とも。日中戦争直前の中国で、産業と軍隊の近代化に役立ち、ドイツは工業化がされていない中国と交易で潤った。
1912年に中華民国が成立した直後の中国では、軍閥が跋扈し、列強の侵略に苛まれていたが、1928年の北伐の完遂により、一応ながらも国内統一がなされた。しかし、その後満州事変などの日本（大日本帝国）の進出により、「中華民国による国家統一」が脅かされるようになった。
そのような背景において、軍隊と国防産業の近代化を必要とする中華民国と、資源の安定供給を必要としていたドイツの思惑が一致し、1920年代の終わりから1930年代の終わりにかけて、両国の蜜月関係は最高潮に達した。国家社会主義ドイツ労働者党（ナチス）がドイツを支配するとさらに関係が強化されたが、日独防共協定が締結されると関係は極端に弱められ、親日の汪兆銘政権を正式な中国の政府として認めた1941年に終焉を迎えた。中国の近代化に大きな影響を与え、第二次上海事変で成果を発揮した。

## 中独合作前の中国とドイツの関係
初期の中国（清）‐ドイツ間の貿易は、シベリア経由の陸路を使っていたため、ロシア（ロシア帝国）政府により通過税がかけられていた。そのため、しだいに海上航路を使うようになっていった。初めて清を訪れたドイツ商船は、1750年代プロイセン王国のプロイセン王立アジア会社（Königlich-Preußische Asiatische Compagnie）のものだという。アロー戦争で結ばされた1858年の天津条約によって、プロイセンを含んだヨーロッパ各国と中国との貿易が活発化した。

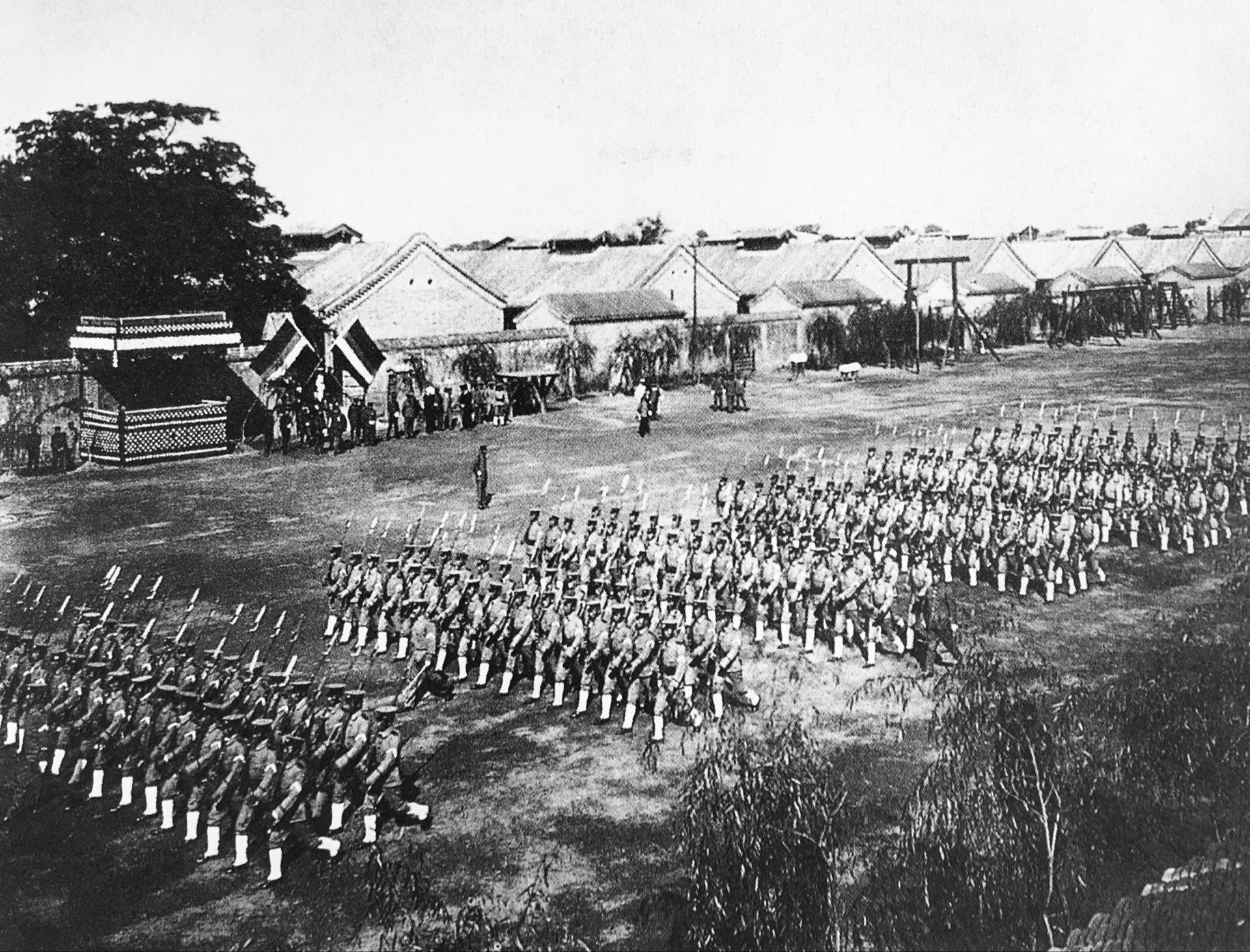
北洋軍閥の軍事演習

19世紀後半、中国貿易の主導権はイギリスが握っていた。そのため、プロイセン王国宰相のビスマルクは、イギリスに対抗できるような貿易機構を熱望した。1885年、ビスマルクは、清への直行汽船に補助金を出す法案を議会通過させた。同年、ビスマルクは清にドイツ第一銀行と産業調査団を送り込み、1890年にはドイツ・アジア銀行（徳華銀行）を設立する。これらの努力により、中国の1896年の貿易量はイギリスに次いで第2位となった。
この頃のドイツは、中国に対してイギリスやフランスのように露骨な帝国主義的態度を取っていなかったので、清国政府はドイツとの協力関係を基にして近代化を進めようと考えた。1880年代、ドイツのフルカン株式会社シュテッティン造船所は、後の日清戦争で活躍する北洋艦隊の旗艦定遠、鎮遠を造船している。また1880年代後半、ドイツの兵器関連企業クルップは、旅順の要塞化に協力している。
日清戦争の敗北により、袁世凱はこれまでの洋務運動が間違っていたと考え、自強軍（Zìqiáng Jūn）、及び新建陸軍（Xīnjìan Lùjūn）建設のため、ドイツにさらなる支援を希望した。さらに軍備だけでなく、産業や技術面での支援も希望した。一方で、ドイツの対中国政策は1888年にヴィルヘルム2世が即位すると急変した。ヴィルヘルム2世は帝国主義的な政策を推進し、例えば日清戦争後の1897年、ドイツ人宣教師殺害を口実にして膠州湾に軍を出し、1898年に清朝に山東省膠州湾の99年間の租借を認めさせた。恐らく中独関係が最も冷え込んだのは1900年の義和団の乱の際で、ドイツ公使を殺されたヴィルヘルム2世は怒って、遠征軍司令官に対して、反乱軍に対して「フン族の如く容赦ない攻撃を加えよ 」と命令した。（この事件を受けて、第一次世界大戦、第二次世界大戦のドイツ軍はしばしば「フン族」の蔑称で呼ばれた。）
この期間、ドイツは中国の法整備にも大きな影響を与えた。清朝が終わる数年前、中国の革命家はドイツ民法を基にした民法草案の作成を始めた。ドイツ民法の骨子は、すでに日本でも採用されていた。この草案は、清朝崩壊前には施行されなかったが、1930年に中華民国民法として施行された。それは現在の台湾民法に引き継がれ、中華人民共和国の現行法にも影響を与えた。1985年に作られた中華人民共和国民法の原則は、ドイツ民法に基づいている。
ところが第一次世界大戦の前、中国とドイツの関係は一次的な停滞を見せた。その理由として、1902年の日英同盟や、1907年の三国協商（イギリス、フランス、ロシア）により、ドイツが政治的に孤立したことが挙げられる。ドイツはそれに対抗して、1907年にドイツ、中国、アメリカの協商を模索したが、実現しなかった。1912年、ドイツは中国の革命政府（中華民国）に600万マルク（en）の資金を提供し、中国に山東省での鉄道敷設を許可した。第一次世界大戦開戦後、ドイツは中国の租借地が日本に渡らないよう膠州湾の返還を申し出たが、それが完了する前に日本は青島と膠州湾に攻撃を仕掛けた。ドイツは極東にまで手が回らず、これに対して何の動きも取れなかった。
1917年8月14日、中国はドイツに対して宣戦布告して漢口、天津のドイツ租借地を回復し、そのほかのドイツ租借地の返還を約束させた。しかしながら、パリ講和会議での中国代表団の反対にもかかわらず、ヴェルサイユ条約によってこれらの土地は日本に割譲されることが決まった。（中国ではこれを連合国側の裏切りと取る人が多く、後の五四運動へときっかけの一つとなった。）これらの動きにより、第一次世界大戦後の中国－ドイツ間貿易は大きな打撃を受け、1913年に300あったドイツ企業は、1919年には2にまで激減した。

## 1920年代の中独合作

### ヴェルサイユ条約後のドイツ軍事産業の動向

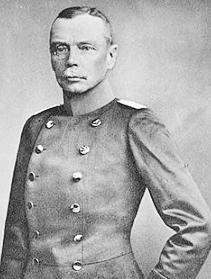
中独合作を進めたゼークト

ヴェルサイユ条約では、ドイツ軍は10万人に制限され、軍需産業は大幅に縮小されたため、ドイツの工業生産は大きく減少した。しかしドイツは軍事先進国として多くの製造会社が一流の軍用品生産技術を持っていたため、「外国に売るため」という条約制限の抜け穴をついて合法的な理由で、海外に合弁会社を設立し、そこで兵器を生産し、ソ連やアルゼンチンなどに売却した。このような海外移転案を出したのが、ワイマール共和国国軍(Reichswehr)兵務局長に就任していたハンス・フォン・ゼークトである。ソ連とは1922年にラパッロ条約を締結し、翌1923年には秘密軍事協定を結び、ドイツはソ連の重工業や軍事教育を支援し、ソ連は武器製造などを分担する。なお、ドイツ軍はほかにも、歩兵監リッター・フォン・ミッテルベルガー中将がトルコで軍事指導を、ハンス・クントがボリビア軍を指導し、パラグアイとのチャコ戦争において指揮をとるなどしていた。

### 中国とドイツの接近

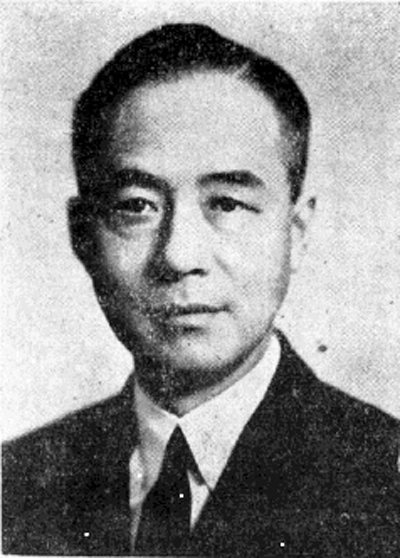
対独交渉の窓口となった朱家驊

袁世凱の死後、中国を支配していた北京政府は崩壊し、政権を狙う軍閥同士で内戦が始まった。そのため、ドイツの兵器メーカーは、中国に武器と軍事支援を提供する商権の拡大を画策した。
広州の国民党政府もドイツの支援を求め、ドイツで教育を受けた朱家驊が1926年から1944年までのドイツとの交渉をほとんど一手に引き受けた。中国が外交相手にドイツを望んだのは、ドイツが技術力を持っていたという以外にもいくつかの理由があった。
イギリスなどの国々は未だ帝国主義的であり、中国国内の反帝国主義運動の主対象となっていたが、これに対してドイツは第一次世界大戦で世界各地の植民地を失い最早帝国主義的政策の推進を諦めていたため、中国人に対する受けがよかった。また、ソ連のように政治に介入し、共産主義者の勢力の伸張を図ろうとしなかったことも理由に挙げられる。
また、国民党の蔣介石は、ドイツが近年になって国内統一を果たしたことが、中国再統一の上で大いに参考になると考えていた。このようなことから、中国はドイツが中国の国際的地位の向上を遂げる上で重要な役割を果たすと見なしていた。

### マックス・バウアー訪中と軍事顧問団の形成

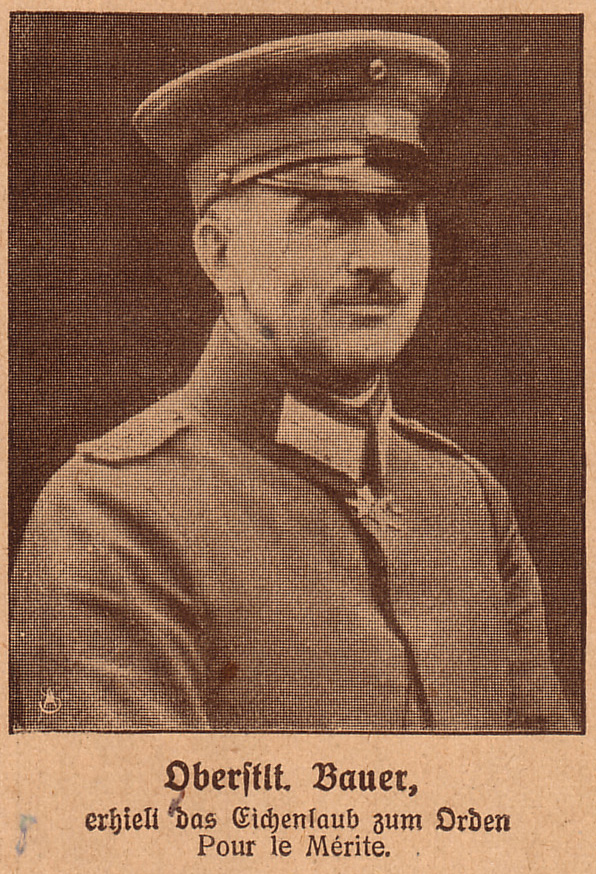
軍事顧問として招かれたマックス・バウワー

1926年、朱家驊はマックス・バウアーを招いて中国への投資の可能性について会談し、翌年広州を訪れたバウアーに蔣介石の軍事顧問になるよう依頼した。1928年秋、バウアーはドイツに戻り、中国の工業化に協力できる企業と、南京で蔣介石の常任顧問を引き受ける人物を探した。しかし、多くの企業は中国の政局が不安定であるため躊躇し、バウアーも1920年のカップ一揆に加わっていたと疑惑をもたれたことや、また、ドイツの中国への直接軍事協力はヴェルサイユ条約に抵触するとの懸念もあり、招致は困難であったが、約30人の将校とともに、マックス・バウアーは中国に戻り、軍事顧問団を形成した。これ以降、ドイツの最新兵器が中国にもたらされる。バウアーの国民政府への関与は、後の中独協力の基礎となる。
バウアーを団長とする軍事顧問団は、直ちに黄埔軍官学校の軍事教練に着手。バウアーは国民革命軍を縮小して少数精鋭部隊へと再編成を行った。翌1929年春には李宗仁らが蔣介石と対立した際には、軍事顧問団は、戦闘の指導を行った。この作戦指導中、バウアーは天然痘にかかり漢口で死去、上海に埋葬された。バウアー没後、ヘルマン・クリーベル中佐が顧問団長を継ぎ、1年五ヶ月間務めた。

## 1930年代の中独合作

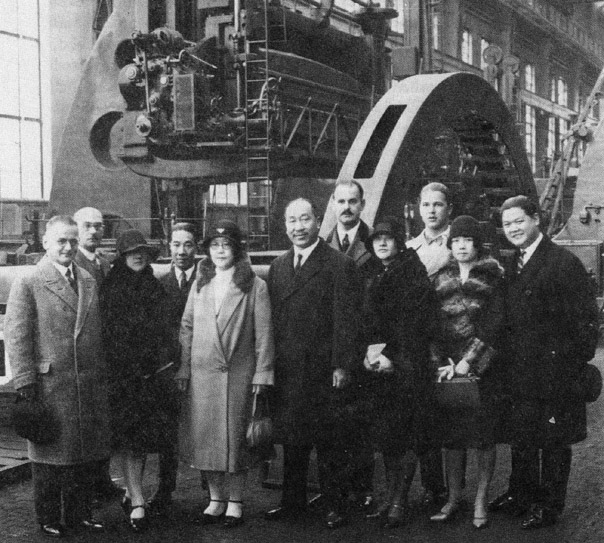
1928年、ドイツの工場を視察する蔣作賓ら訪独団の一行

1928年、国民政府の蔣介石の北伐の完成により、中国の統一は一応達成された。しかし中独関係は、世界恐慌の煽りとクリーベルが国民政府との対立から顧問団長を解任されるなどの齟齬が起きたことから1930年から1932年の間は停滞した。さらに、ドイツの産業界、貿易業、ワイマール共和国のドイツ国軍がめいめいに中国利権を獲得しようとしたため、中国における産業の開発は思うように進まなかった。1931年、満州事変で日本が中国軍を一掃し、翌1932年1月3日 には満州を占領。同年1月28日 には第1次上海事変が勃発する。このときドイツ軍事顧問団が指導した第87・88師団が参戦。その後、日本軍が熱河省に侵攻し、万里の長城付近で交戦した際には、クリーベルの後任の顧問団長だったゲオルク・ヴェッツェル中将が自ら中国軍を指揮している。
1933年にナチスが政権を取ると、ドイツの対中政策はより具体性を増した。ワイマール政府は中国を含む極東に表立って干渉しないことを原則としていた。しかし、ドイツ国防軍、産業界・商社は、政府の政策が中国貿易の利益を損なうことがないよう希望していた。その後ナチス・ドイツは、挙国一致での戦争経済推進を政策に掲げ、軍需資源の確保、特に中国で産出されるタングステンとアンチモンを重視したため、これ以降、ドイツの対中国政策が促進された。

### ゼークトの軍事顧問団長就任とハプロ設立
1933年5月、ドイツの元陸軍参謀総長ハンス・フォン・ゼークトがヴェッツェル中将の招きで上海に赴き、経済・軍事に関して蔣介石の上級顧問となった。ゼークトは早くも翌6月、経済・軍事推進計画の概説を蔣介石に提出した。その中で、大規模で訓練が行き届かない現状の軍に替えて、小規模で、機動性に富み、装備が整った部隊を整える事を要求し、加えてゼークトは、軍隊は質によってその優劣が決まり、その質の差は将校の質から生じるゆえに、磐石な命令系統が軍隊の骨子を成す、という構想を説いた。ゼークトは、まず第一に、国民革命軍が蔣介石の号令の下に一様に訓練され統治される必要があり、組織をピラミッド型の中央集権構造に変える必要があるとした。これを達成するため、政府が将校団を厳選した、ドイツの「Eliteheer（エリート部隊）」に相当する「模範旅団」を作って、各地の軍団の訓練を担当させれば良いと提案した。
またゼークトは「日本一国だけを敵とし、他の国とは親善政策を取ること」とも蔣介石に進言し、「いまもっとも中国がやるべきは、中国軍兵に対して、日本への敵愾心を養うことだ」とも提案した。これをうけて蔣介石は、秘密警察組織である藍衣社による対日敵視政策をとるようになる。
当時国際的に孤立しつつあったドイツからの支援により、他国からの軍事支援を受けることが難しくなったため、中国は国防産業の自給を進める必要があった。産業構造を効率的にするためには、中国の組織を変えるだけではなく、中国内のドイツの各組織を統一化する必要があった。
1934年1月、中国内のドイツ産業を統括する「Handelsgesellschaft für industrielle Produkte」（工業製品営利会社、ハプロ）がベルリンで設立された。設立者は退役大尉で武器商人であったハンス・クラインである。クラインはすでに1933年6月のゼークトが中国をはじめて訪れたときに同行していた。ハプロ設立の目的は、ドイツが国家として中国への干渉を深めている事に対しての外国からの抗議をかわすためでもあった。
同年4月には、ゼークト大将はヴェッツェル中将に代わって軍事顧問団団長に就任。さらに中国軍事委員会の総顧問に就任した。ゼークトは1935年3月に病気で帰国するまでに以下のような軍事改革を行った。
- 今後三年間にドイツ製武器を装備した二十個師団の形成
- 教導総隊の創設
- 中央士官学校、陸軍大学校、化学戦学校、憲兵訓練学校、防空学校などを南京に設立

### ハプロ・中国間物資交換条約
1934年8月23日、ハプロと中国との間で、対等条約である「中国稀少資源及びドイツ農業・工業製品交換条約」が調印され、国民政府は、ドイツ製品とその開発支援と交換に中国産の軍需資源の提供を約束した。国民政府は、中国共産党との内戦で軍事費が増大して財政赤字が膨らんでおり、外国からの借款が難しい状況だったので、この物々交換は中国とドイツの双方に利益をもたらした。一方で、ドイツは、軍需資源を中国から確保できるようになったため、国際原料市場に依存する必要がなくなった。
ハプロとこの条約は、中国産業の推進だけではなく、軍制の再編成も促進した。この重要な条約を結んだ後、ゼークトは中国軍事顧問の地位をアレクサンダー・フォン・ファルケンハウゼンに譲り、1935年3月にドイツに帰国した。帰国後、ゼークトは、ドイツは中国と協力すべきとヒトラーらナチス高官に進言、ヒトラーやドイツ国立銀行総裁で当時経済大臣であったシャハトらは賛同する。

### 中独協定と鉄道開発
1936年、中国の鉄道は、かつて孫文が思い描いていた10万マイル（16万キロメートル）とは程遠く、わずか1万マイルに過ぎなかった。さらに、これらの鉄道の半分は満洲にあり、日本が支配していた。中国の輸送の近代化が遅れていたのは、列強の都合によるところが大きい。1920年、イギリス、フランス、アメリカ、日本の銀行による「新四強国際借款団」の取り決めにより、中国への資本投資には制限があった。4カ国が中国に鉄道敷設のための資金を提供する場合には、他国の同意が必要と定められていた。さらには、世界恐慌で各国とも国力が落ちていたため、欧米日の列国といえども広い中国大陸を網羅する鉄道を敷設するための資金提供そのものが困難となっていた。
1934年から1936年の間の中独協定は、中国の鉄道建設を大いに進めた。華南地域と武漢地区を結ぶため広州と武昌を結ぶ粤漢線を完成させ、加えて浙江省杭州から湖南省株洲で粤漢線に接続する浙贛線とそこから南昌へ伸びる支線を1937年までに全通させた。これらの新線は揚子江南部の鉱山や工業地帯を華東・華南の中国沿岸と繋ぐことで中独両国の利害が一致したことから進められ、日中戦争でも軍事物資の運搬として使われた。更に株洲から貴州省貴陽を経て昆明を結ぶ新線も着工されたが、日中戦争の激化や中独合作の途絶・国共内戦により全通したのは中華人民共和国成立後になってからである（現在は滬昆線として一体化して運用されている）。

### 軍事産業三ヵ年計画

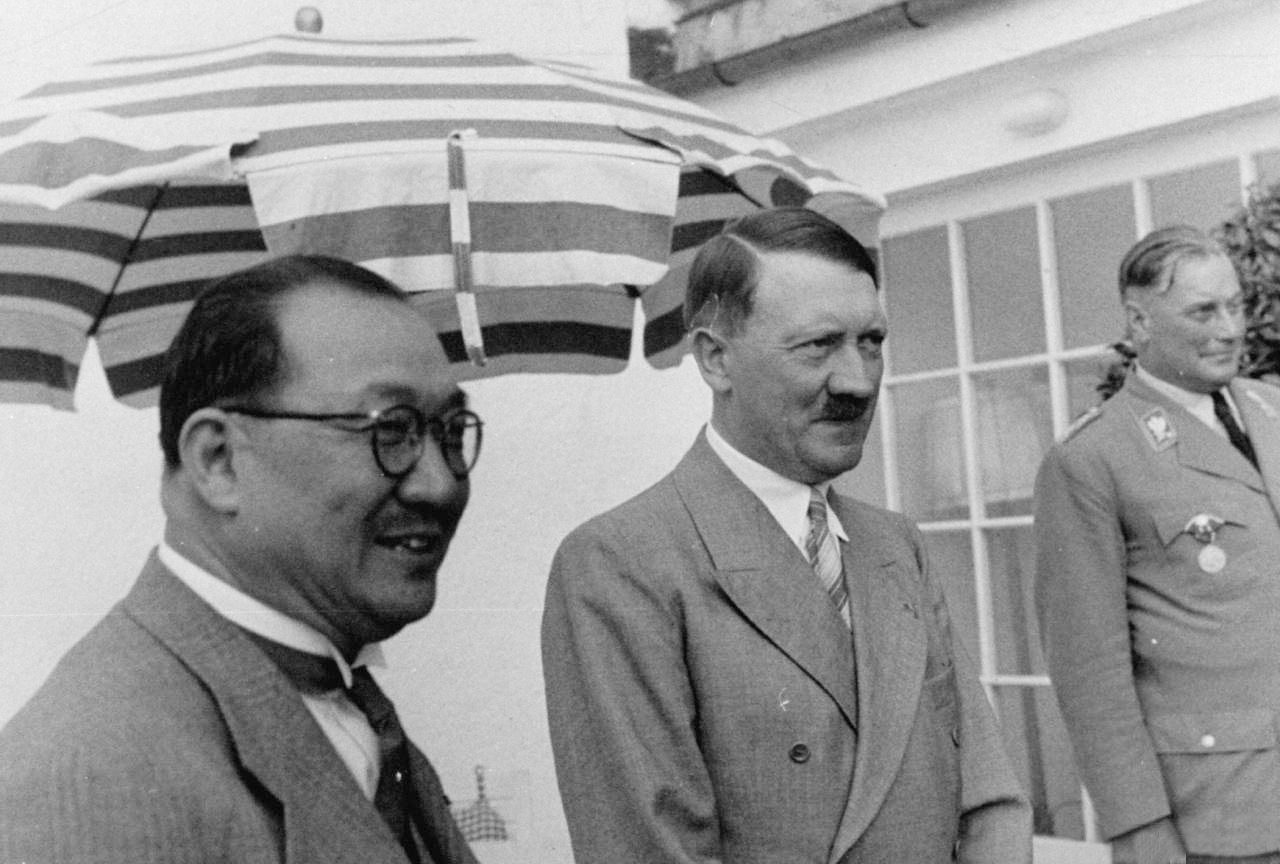
ヒトラーのもとを訪問した孔祥熙

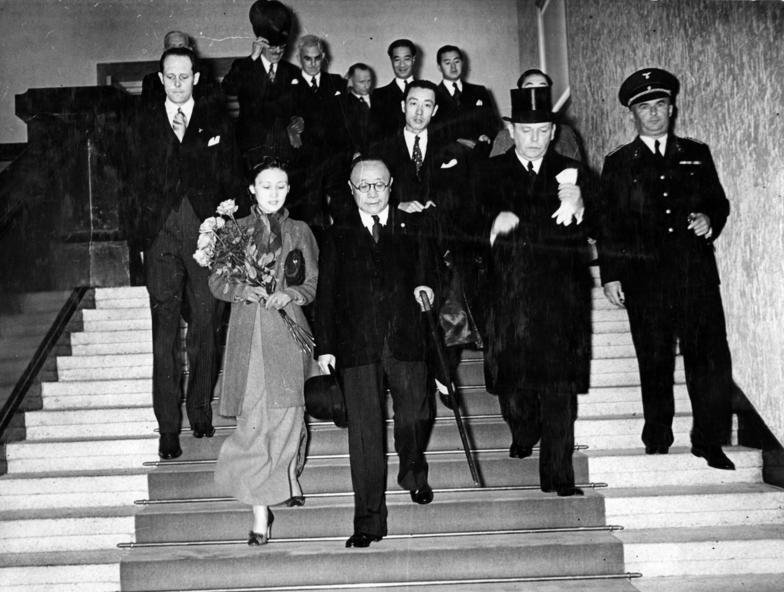
駐独中国大使として着任に際し、独外務省を訪問する陳介(1938年)

中独合作で最も重要なのは、1936年からの軍事産業三ヵ年計画である。それは中国政府の国家資源委員会（en） とハプロ・ドイツ軍によって推進された。この計画の目的は、短期的には日本に対抗できるだけの工業国となることであり、長期的には将来の中国産業を振興させることであった。この計画は、タングステンとアンチモンの独占開発、湖北省、湖南省、四川省のような地方都市に中央製鉄所、機械工場、発電所、化学工場を建設することなどが骨子となっていた。
1934年の交換条約の取り決めにより、中国はドイツから技術提供を受け、ドイツには稀少原料を提供した。これらの取引は中国の対独貿易赤字となることが多かったが、1932年から1936年にかけてタングステンの価格が2倍に上昇したため、いくらかは緩和された。
1936年にはヒトラーは中国に1億マルクの借款を与え、その借款で中国はドイツから武器を購入した。また、10年間にわたり毎年1,000万マルク相当の鉱物資源がドイツに提供されることとなった。
1936年1月、南京政府訪独団がドイツを訪れ、2000tのタングステンを提供している。同年4月8日には、独中間で借款貿易協定がむすばれ、ドイツは中国政府に1億マルクの追加融資を行った。推進者は国防省官房長のヴァルター・フォン・ライヒェナウ中将であった。ライヒェナウはクラインらと中国軍備拡張計画を練り、六個師団からなる十万の軍、将来的には30万にまで拡張する新たな軍事顧問団の創設を構想した。ほか沿岸部防衛のため、四隻の高速魚雷艇の輸出（最終的には50隻まで提供）、揚子江防衛のための15cm砲台と機雷封鎖設備を供給する計画であった。7月には三ヵ年計画を開始、クルップとシーメンスによる中央鋼鉄廟・兵器工場、化学メーカーIGファルベンによる爆薬研究所、ダイムラー・ベンツによる国有自動車会社などの建設をすすめた。
これにより、1931年には中国の貿易額において対ドイツが米日英に次いで5％を占めていたのに対して、1936年には17%を占めるようになり、英国を抜いて日本に並び、3位となった。

### ファルケンハウゼンの対日戦術
1935年1月、ファルケンハウゼンは、中国国防基本方針と題する対日戦略案を蔣介石に提出する。そのなかで、日本が攻撃してきたとしても、日本はソ連対策をとらざるをえず、また中国に利害をもつ英米とも対立すること、そして日本はそのような全面的な国際戦争には耐えられないこと、従って、中国は長期戦に持ち込み、できるだけ多くの外国を介入させることをファルケンハウゼンは提案した。また同年10月1日には、漢口と上海にある租界地の日本軍を奇襲し、主導権を握ることを進言している。ファルケンハウゼンは中国にとっての第一の敵を日本、第二を共産党ととらえていたのである。しかし、蔣介石や何応欽らは当初、第一の敵を共産党とみなしていたため、ファルケンハウゼンの進言に反対した。しかし1936年4月1日にファルケンハウゼンは「欧州で第二次大戦が開始し、英米の手が塞がらないうちに、対日戦争を踏み切るべきだ」とさらに進言した<。
かつてゼークトの立てた計画はドイツの軍事理論に基づいており、国民革命軍を十分な装備と訓練を受けた60個師団へと縮小させることを要求していた。しかし、軍のどの部門を廃止するかが問題となっていた。黄埔軍官学校で訓練された将校達は、各地の元軍閥の将校より優れており、蔣介石の政治的優位を支えるのに役立った。国民革命軍の内、8個師団はドイツ式に訓練されて主力となった。この改革は、蔣介石が盧溝橋事件後に日本に対する徹底抗戦に踏み切る決断の要因のひとつとなった可能性がある。しかし、国民革命軍はまだ強化途中であり日本軍に対抗できるほどの力を持っていなかった。蔣介石は、幕僚とファルケンハウゼンの反対にもかかわらず、1937年の上海戦に全兵力の3分の1を投入し、貴重な戦力を失った。
ファルケンハウゼンは蔣介石に対し、消耗戦に持ち込んで日本軍を疲弊させることを提案した。それは、黄河の防衛線を守ること、ただし当面の間は黄河北部を攻撃しないこと、そのために山東省を含む中国北部を放棄すること、撤退を急がないことなどから成っていた。さらに、鉱業地帯、海岸、河川に陣地を構築し、ゲリラ作戦を取ることを勧めた。そうすれば、日本が徐々に消耗していくだろうと説明した。ゲリラ戦は、第二次国共合作で提携した共産党の得意技であった。
ファルケンハウゼンは、中国の国民革命軍が日本軍に抵抗できるだけの装備を確保するのは当面は難しいだろうと予想していた。中国の産業は近代化を始めたばかりであり、ドイツ国防軍並の装備をするには時間がかかると考えていた。そのためファルケンハウゼンは、浸透戦術を取り、小型兵器を装備した機動部隊の設立が必要だと論じた。

### ドイツによる中国国民党軍の軍備再編
ドイツの軍事援助は、人材育成と組織整備だけでなく、軍需物資提供に及んでいた。ゼークトの分析によると、中国式兵器の8割は近代戦で使えない代物だった。中独合作の一環として、揚子江沿いにある既存の兵器廠を発展させていく方針が盛り込まれていた。例えば、漢陽兵工廠（en） は、1935年から1936年にかけて最新設備に作りかえられた。この工廠で、二四式機関銃、8cm迫撃砲の他、マウザー製Kar98k小銃をモデルとして、蔣介石の名前を取った中正式歩兵銃が作られた。
中正式歩兵銃と漢陽88式歩兵銃は、国民革命軍全軍に配布され、有力な火器として使用された。また別の工場では、ガスマスクの製造と、最終的には中止されたものの、マスタードガスの製造プラントの建設が計画された。1938年5月、湖南省に20mm、37mmおよび75mm砲の生産工場が作られた。1936年後半、南京近郊に双眼鏡、狙撃銃用の照準器等の光学部品工場が作られた。

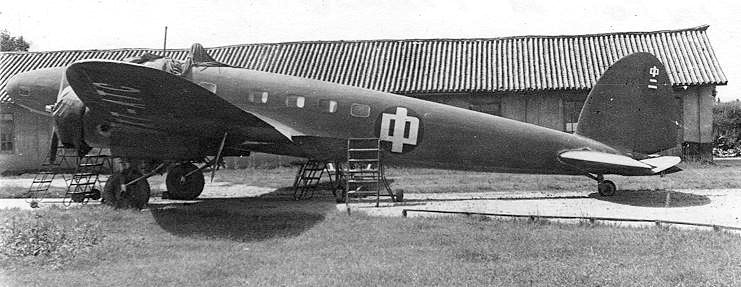
国民革命軍が購入したハインケル111A。全部で11機購入され、その後中国航空で民用に供用された

このほかにも、MG34、各種口径の山砲、装甲偵察車Sd Kfz 222などの工場が作られた。軍事研究所もいくつか作られた。兵工廠研究所、イーゲー・ファルベン社指導で作られた化学研究所などである。これらの多くはドイツで教育を受けた中国人技術者により運営された。一方、1935年から1936年にかけて、中国はドイツにM35型シュタールヘルム31万5千個と、Gewehr 88小銃、Gewehr 98小銃、モーゼルC96型拳銃多数を注文した。さらに、少量ではあるが、ヘンシェルHs 123や、ユンカース、ハインケル、フォッケウルフの航空機を購入し、一部は中国国内で組み立てている。さらに、ラインメタル、クルップから3.7 cm PaK 36や15cm sFH 18などの榴弾砲、対戦車砲、山砲、さらにはI号戦車などの装甲戦闘車両を購入した。
これらの近代化は直後の日中戦争で効果を発揮し、殊にドイツの支援で上海一帯に構築された陣地の攻略などで日本軍は予想以上の犠牲を払うこととなった。国民政府は多くの主要都市の占領を許したものの、国民革命軍自体の士気の維持を保つことには成功した。一方で、日本軍は国民政府が遷都した重慶を無差別爆撃はしたものの、地上部隊による攻撃は終戦に至るまで出来なかった。

## 日独防共協定
1937年5月には軍事顧問団は100名を超えるまで膨れ上がり、ナチス政権発足前の1928年の30名から大きく増加していた。日スペイン防共や日ルーマニア防共協定と共に日独防共協定が締結されても、中国とドイツの関係は変わらず、ファルケンハウゼンが第二次上海事変で国民革命軍を指揮した。ヒトラーが、ソ連のボリシェヴィキ主義に対抗するには日本の方が頼りになると考え、同盟国に日本を選んだのは1940年10月の日独伊三国軍事同盟を待たなければならなかった。。
ただし、中華民国が1937年8月21日に結んだ中ソ不可侵条約が締結されると、ヒトラーは、中国からの既に注文済みの品の輸出の妨害こそしなかったものの、以後新たな対中輸出が認められることはなかった。
ドイツは在華大使トラウトマンを介して、中華民国と日本の和平交渉を仲介しようとしたが、1937年12月に南京が陥落してからは、両国が納得できるような和解勧告をすることはできず、ドイツ仲介による休戦の可能性は全く失われた。1938年前半に、ドイツは満洲国を正式に承認した。その年の4月、ヘルマン・ゲーリングにより、中華民国への軍需物資の輸出が禁止された。さらに同5月には日本の要請を聞き入れ、ドイツは顧問団を中国から引き上げた。

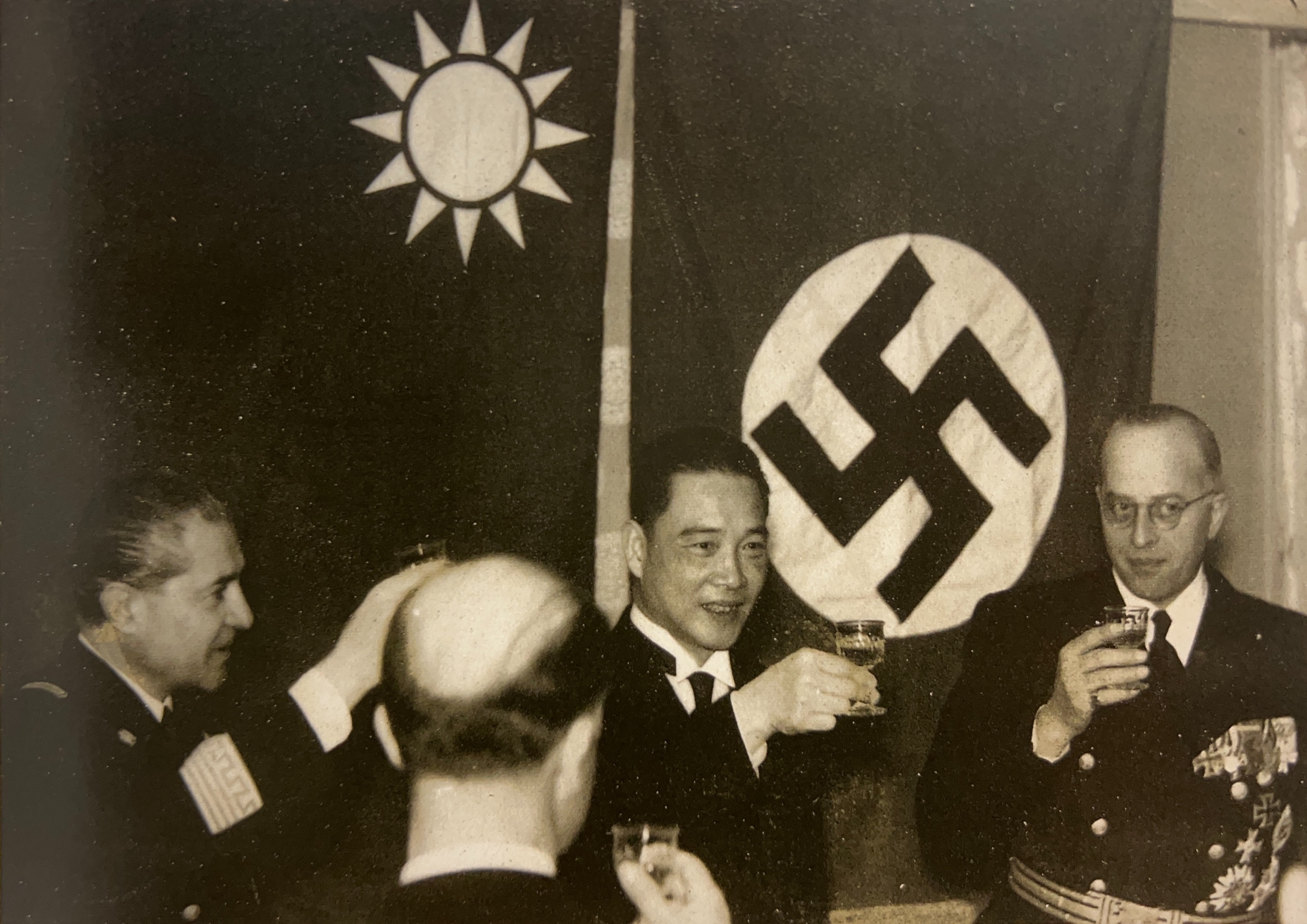
南京国民政府の汪兆銘とドイツのハインリヒ・ゲオルク・スターマー特命全権大使の会合（1941年）

ドイツが親交国を中華民国から日本に切り替えたことは、ドイツの経済界を失望させた。自国に主だった工業が無い中国との交易に比べれば、大国であり工業が盛んな日本と満洲国から得られる経済効果ははるかに小さかったためである。また、中華民国在住のドイツ人のほとんどは、国民政府を支持した。例えば、漢口のドイツ人は現地の赤十字に対し、中国人と他の外国人からの合計以上の寄付を行っていた。ドイツの軍事顧問達は、国民政府に同情的だった。ファルケンハウゼンは、1938年6月末日に退去を命じられていたが、蔣介石に対して、「日本に味方することだけはない」と断言した。その一方で、ナチス党の幹部達は、日本を「中国で勃興する共産主義に対する最後の防波堤」と位置づけていた。
実際にも、ドイツが日本と手を組んだことは、経済的には必ずしも成功とは言えなかった。日本が北中国及び満洲国の権益を独占したため、中華民国におけるドイツの権益は他国並みにまで落ち込んだ。1939年8月、これらの経済問題が未解決なまま、ヒトラーはソ連と独ソ不可侵条約を締結し、1936年に締結された日独防共協定が事実上無効となった。ソ連は満洲国の物資をドイツに送るのにシベリア鉄道の利用を認めたが、当初からその量は少なく、ソ連、ドイツ、日本の交流が浅いためにさらに減少することになった。1941年、ドイツがソ連に宣戦布告すると、ドイツとアジアの経済交流は完全に無くなった。
中華民国とドイツの交流再開は1941年までは模索されていた。しかし、ドイツが1940年のバトル・オブ・ブリテンでイギリスを攻めあぐねているうちに、ヒトラーの興味を奪ってしまった。ドイツはその年の終わりに日独伊三国軍事同盟を締結した。それを受けてドイツは1941年7月、重慶に移っていた国民政府と手を切り、南京の親日政権である汪兆銘政権を中国の公式政府として承認した。同年12月の大東亜戦争の勃発を契機にして、蒋介石政府は連合国の一員として12月9日にドイツに宣戦布告した。

## 後世への影響

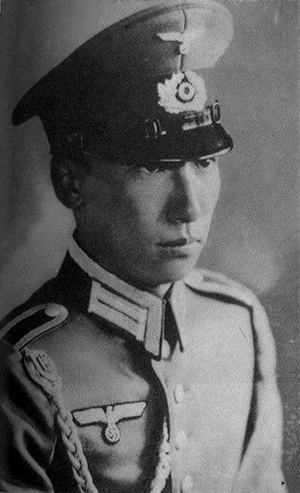
ドイツ軍装の蔣緯国

1930年代の中独合作は、孫文が理想とした「中国の国際化」において最も成功したものだった。その関係は短期間で終わったが、国民党政府が国共内戦に敗れて台湾に撤退した後に交流が再開した。戦後、台湾が急速な産業発展を遂げたのは、1936年からの三ヵ年計画のひとつの成果ともいえる。中華民国の政府高官や大臣の多くがドイツで教育を受け、その他にも学者や蔣介石の息子（のち養子であることが判明したが当時は実子とされていた）蔣緯国のような軍当局の高位者の多くがドイツで学んでいた。
中華民国は西ドイツと正式な国交がなかったものの（分裂した中華人民共和国は東ドイツとのみ国交があった）、1963年に設立された明徳小組（ドイツ語: Ming-teh-Gruppe）と呼ばれるドイツ連邦軍のオスカー・ムンツェル少将率いる軍事顧問団が1975年に解散されるまで存在し、蔣緯国がその連絡役を務めた。